# Charlotte Delbo
Charlotte Delbo, född 10 augusti 1913 i Vigneux-sur-Seine, Essonne, död 1 mars 1985 i Paris, var en fransk författare. I mars 1942 greps Delbo av den tyska ockupationsmakten för att hon var medlem i franska motståndsrörelsen. I januari 1943 deporterades hon till Auschwitz. Efter ett år där förflyttades hon till Ravensbrück, där hon befriades i april 1945. Delbo publicerade bland annat trilogin Auschwitz et après om sina upplevelser.